# Йохан I фон Йотинген-Валерщайн
Йохан I фон Йотинген-Валерщайн (на немски: Johann I von Oettingen-Wallerstein; * ок. 1415, † 10 май 1449 в Рива на езерото Гарда) е граф на Йотинген-Валерщайн в Швабия, Бавария.
Той е син на граф Фридрих III фон Йотинген († 23 януари 1423) и втората му съпруга Еуфемия фон Силезия-Мюнстерберг († 17 ноември 1447), дъщеря на херцог Болко III фон Мюнстерберг († 1410). Роднина е на курфюрст и немски крал Рупрехт III († 1410).
Брат е на Фридрих IV († 2 септември 1439 в Нойбург на Дунав), Вилхелм I († 1467), граф на Йотинген-Вемдинг-Флокберг, Улрих († 1477), граф на Йотинген-Флохберг, и на Албрехт († 17 януари 1443), капитулар в Айхщет, Страсбург, Вюрцбург и Кьолн.
Фамилията Йотинген получава ок. 1250 г. замъка и селището Валерщайн в Швабия и през 15 век го прави на резиденция.

## Фамилия
Йохан I фон Йотинген се жени пр. 7 октомври 1433 г. за графиня Маргарета фон Горц-Кирхберг († 8 януари 1450), дъщеря на граф Хайнрих V фон Горц и Кирхберг (1376 – 1454) и първата му съпруга Елизабет фон Цили († 1424/1426). Те имат две деца:
- Лудвиг XIII (XIV) (* ок. 1440, † 21 март 1486), граф на Йотинген-Валерщайн, женен I. на 24 септември 1467 или на 8 февруари 1473 г. във Валерщайн за Ева фон Шварценберг и Хоенландсберг († 18 август 1473), II. на 26 януари 1478 в Йотинген за графиня Вероника фон Валдбург († 1517), дъщеря на граф Еберхард I фон Валдбург-Зоненберг
- Амалия († сл. 24 март 1487), омъжена на 8 октомври 1472 г. за граф Лудвиг V фон Хелфенщайн († 9 януари 1493)